# 高高度空中投下装置
高高度空中投下装置（こうこうどくうちゅうとうかそうち）は、陸上自衛隊の装備。第1空挺団に配備される。文字通り高高度から物品を投下する際に使用する。通称はCADS（キャドス）。おもに特殊作戦や先遣空挺部隊などの隠密任務における、重量装備品（オートバイやアキオ等のスキー器材ほか）や補給品の運搬に使用される。

## 諸元
- 投下重量：約180kg

## 構成
- 特殊傘
- 自動操縦装置
- 空中用送信機
- 地上用送信機

## 特徴
自由降下員とともに物品を投下し、着地させるために使用する。自由降下員が空中から誘導するほか、地上からも誘導できる。

## 製作
- フライト・リフューアリング社（イギリス）